# Jaime Sunye Neto
Jaime Sunye Neto (Curitiba, 2 de maio de 1957) é um engenheiro civil e enxadrista brasileiro que detém o título de Grande Mestre.

## Biografia
Iniciou o conhecimento do jogo influenciado pelo avô espanhol. Foi bicampeão brasileiro juvenil (1974/75) e campeão juvenil pan-americano em Buenos Aires, 1975. Venceu sete vezes o Campeonato Brasileiro (1976, 1977, 1979, 1980, 1981, 1982 e 1983) (em dez atuações). Participou de sete Torneios Zonais Sul-Americanos, tendo vencido em São Paulo (1989). Participou ainda de três Torneios Interzonais, com grande destaque no primeiro deles, no Rio de Janeiro em 1979, quando obteve a 5ª colocação.

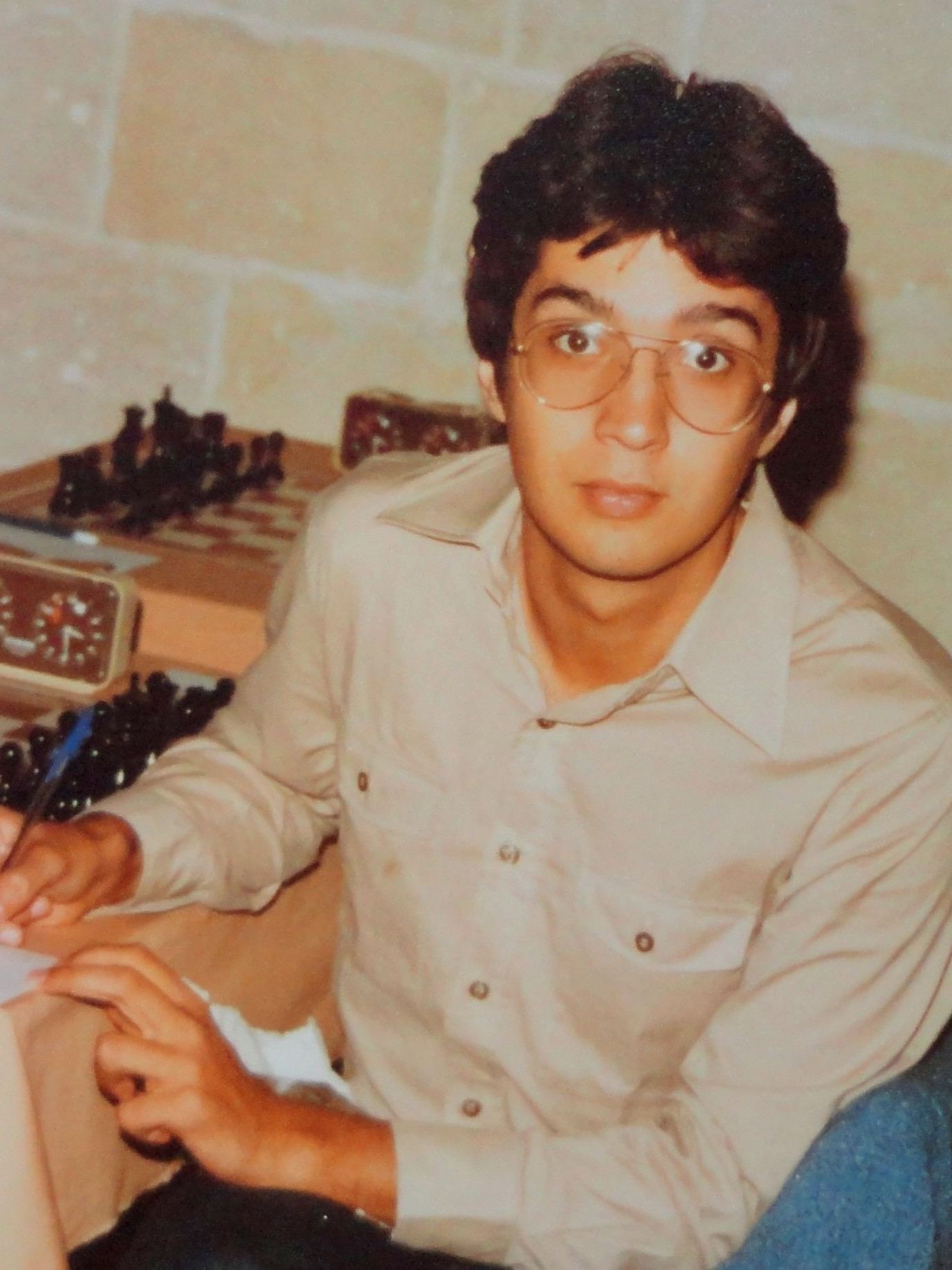
Jaime Sunye Neto, durante a Olímpiada de Xadrez de 1980

Representou o Brasil em nove Olimpíadas, tendo ganho a medalha de ouro do segundo tabuleiro em Manila (1992). Obteve o título de Mestre Internacional em 1980 e o de Grande Mestre em 1986, tendo atingido em 1999 o rating de 2558, a classificação mais elevada de sua carreira.
Foi presidente da Confederação Brasileira de Xadrez de 1988 a 1992, atuando também como vice-presidente da FIDE para as Américas. Chegou a concorrer a presidência da FIDE em 1996 contra o então presidente Kirsan Ilyumzhinov porém foi derrotado por 87 votos a 46.
Dedicou-se a projetos de ensino de xadrez em escolas, no Paraná em particular e no Brasil em geral. Presidiu também o Instituto de Engenharia do Paraná – IEP, entre 2009 e 2013 e atualmente faz parte do Colégio de presidentes desta entidade.  

## Principais Títulos
- Campeonato Brasileiro (1976, 1977, 1979, 1980, 1981, 1982 e 1983)
- Ouro Olímpico no segundo tabuleiro (1992)[4]
- 1° Torneio Internacional Cidade de Luanda (1981)[5]
- Torneio Internacional OHRA B (1984)[6]
- Hexagonal Internacional Rondônia (1988)[7]
- 1° Torneio Internacional de Punta del Este (1998)[8]
- Torneio Internacional de San Sebastian (1986) [9]
- Torneio Internacional de Zenica (1986)[9]
- 4th "Circulo Mercantil" International Tournament (1982)[10]